# Knut Hamilton
Knut Archibald Hamilton, född 2 november 1855 på Blomberg i Husaby socken, död 7 juni 1930 i Uppsala, var en svensk greve och ämbetsman. Han var son till landshövding Adolf Ludvig Hamilton och Johanna Ulrika Agnes  född  Geijer.

## Biografi
Efter mogenhetsexamen vid Uppsala högre allmänna läroverk 1874 blev Hamilton inskriven vid Uppsala universitet. År 1881 avlade han hovrättsexamen, blev vice häradshövding 1883, länsnotarie i Uppsala län 1887 samt var landssekreterare i samma län 1902–1922. Hamilton var tillförordnad landshövding i Uppsala län 1914–1917, tillförordnad landshövding i Kronobergs län 1917 och tillförordnad landshövding i Västmanlands län 1920–1921. Han erhöll 1922 avsked med landshövdings namn, heder och värdighet. Hamilton blev riddare av Nordstjärneorden 1908 och kommendör av första klassen av samma orden 1916.
Genom sonen greve Bengt Hamilton, professor i medicin och gift med Elise Neovius, M.A., efterlämnar han ättlingar i USA. Vidare är skådespelerskan Hedda Stiernstedt hans dottersons dotterdotter. Knut Hamilton är begraven på Uppsala gamla kyrkogård.